# Chích chạch mặt xám
Chích chạch mặt xám (danh pháp hai phần: Macronus kelleyi) là một loài chim trong họ Timaliidae.
Nó được tìm thấy trong Campuchia, Lào, Việt Nam. Môi trường sống tự nhiên của nó là rừng đất thấp ẩm cận nhiệt đới hoặc nhiệt đới.